# Linha de sucessão ao trono britânico
A linha de sucessão ao trono britânico é determinada por descendência, religião e legitimidade. Sob o direito comum, a Coroa é herdada pelo filho ou filha mais velha do soberano ou pelo descendente mais velho da linha colateral mais próxima de um soberano sem filhos, desde que ele ou ela seja protestante em comunhão com a Igreja da Inglaterra e receba e mantenha o aval do Parlamento. 

## Contexto
A Declaração de Direitos de 1689, o Decreto de Estabelecimento de 1701 e o Ato de Sucessão à Coroa de 2013 são as principais leis que governam a sucessão, as quais restringem que o trono só pode ser herdado pelos descendentes protestantes legítimos de Sofia de Hanôver que estão em "comunhão com a Igreja da Inglaterra". Casar-se com um católico anteriormente retirava um indivíduo da sucessão, porém esta lei foi abolida em 2015 (antes dele, porém, eram elegíveis os protestantes descendentes dos desqualificados por serem católicos).

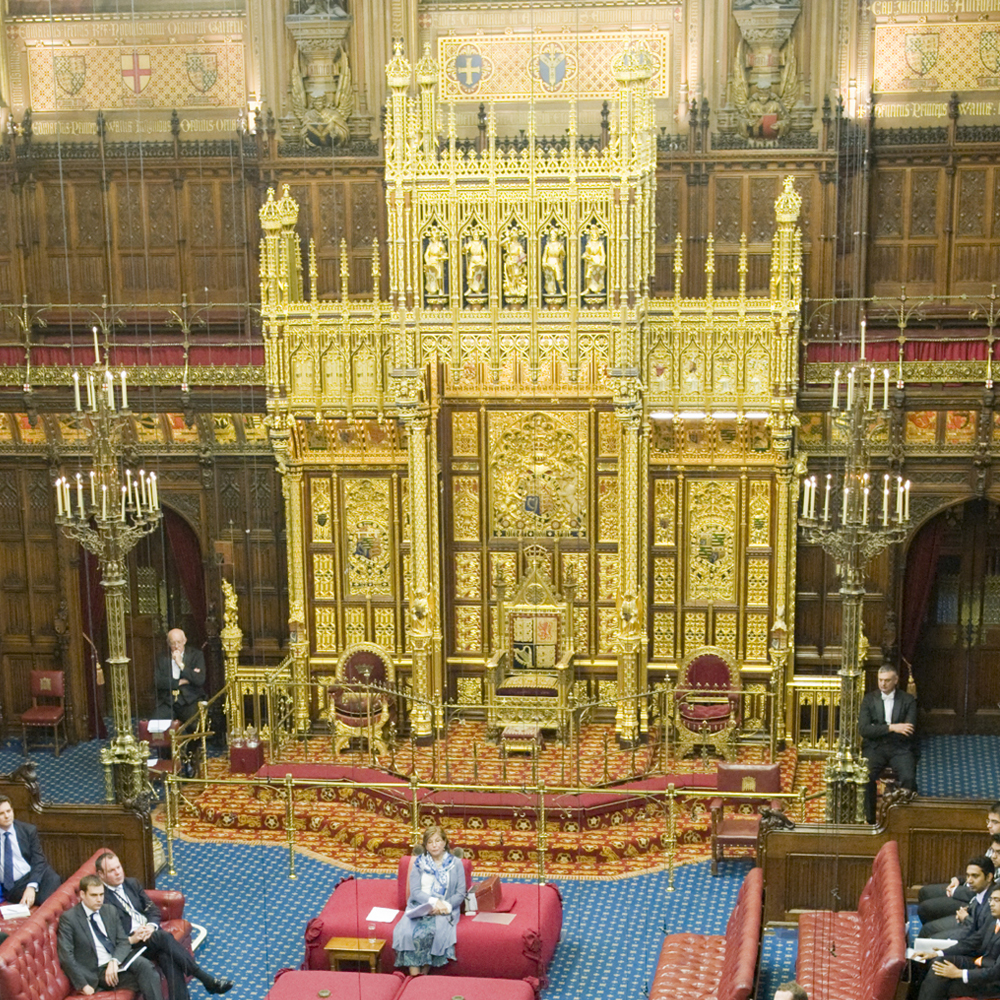
O Trono do Soberano na Câmara dos Lordes, do qual o discurso é proferido na Abertura do Parlamento

A partir de setembro de 2022, o primeiro na linha de sucessão é Guilherme, Príncipe de Gales, filho mais velho de Charles III que ascendeu ao trono após a morte de sua mãe, a Rainha Isabel II. Respetivamente, na segunda, terceira e quarta posições estão os três filhos do Príncipe de Gales, o príncipe Jorge de Gales, a princesa Carlota de Gales e o príncipe Luís de Gales. Seguem-se o segundo filho de Charles, Henrique, Duque de Sussex, e os filhos deste, Archie e Lilibeth. Os demais integrantes da linha de sucessão são todos os filhos, netos e bisnetos da rainha Isabel II (r. 1952-2022), seguidos pelos de sua irmã, Margarida, Condessa de Snowdon, e os de seu avô, o rei Jorge V assim por diante.
De acordo com o acordo de Perth, os seis primeiros na linha de sucessão devem ter o consentimento prévio do soberano antes de casarem-se. Sem tal consentimento, eles e seus filhos seriam desqualificados para a sucessão. Além disso, os quatro primeiros na linha de sucessão maiores de 21 anos, além do consorte do soberano, podem fazem parte do Conselho de Estado, desempenhando algumas funções enquanto o rei encontra-se fora do país ou temporariamente incapacitado. 
O Reino Unido é um dos reinos da Comunidade das Nações, no qual são estados soberanos que compartilham o mesmo indivíduo como monarca e a mesma linha de sucessão à Coroa. Em 2011, os primeiros-ministros das 16 nações concordaram anonimamente em alterar as regras de sucessão. A preferência para a descendentes primogenitos masculinos foi abandonada - significando que pessoas do gênero masculino nascidos depois de 28 de outubro de 2011 não ultrapassam pessoas do gênero feminino na linha de sucessão - e a pauta sobre o banimento de casamentos reais com católicos foi levantada - acabando por ser abolida em 2015. O monarca, porém, ainda precisa estar em comunhão com a Igreja da Inglaterra. Depois que a documentação necessária foi promulgada em concordância com cada nação da Comunidade das Nações, as mudanças começaram a ter efeito integralmente em 26 de março de 2015.

## Linha de sucessão atual
Os 25 primeiros indivíduos listados na linha de sucessão ao trono britânico são descendentes de Isabel II, mãe do atual monarca:
- Rei Jorge V (1865–1936)
  -  Rei Eduardo VIII (1894–1972)
  -  Rei Jorge VI (1895–1952)
    -  Rainha Isabel II (1926–2022)
      -  Rei Carlos III (1948–)
        - (1)  Guilherme, Príncipe de Gales (n. 1982)
          - (2) Jorge de Gales (n. 2013)
          - (3) Carlota de Gales (n. 2015)
          - (4) Luís de Gales (n. 2018)

        - (5) Henrique, Duque de Sussex (n. 1984)
          - (6) Archie de Sussex (n. 2019)
          - (7) Lilibet de Sussex (n. 2021)

      - (8) André, Duque de Iorque (n. 1960)
        - (9) Beatriz do Reino Unido (n. 1988)
          - (10) Sienna Mapelli Mozzi (n. 2021)
          - (11) Athena Mapelli Mozzi (n. 2025)

        - (12) Eugênia do Reino Unido (n. 1990)
          - (13) August Brooksbank (n. 2021)
          - (14) Ernest George Ronnie Brooksbank (n. 2023)

      - (15) Eduardo, Duque de Edimburgo (n. 1964)
        - (16) Jaime, Conde de Wessex (n. 2007)
        - (17) Luísa Windsor (n. 2003)

      - (18) Ana, Princesa Real (n. 1950)
        - (19) Peter Phillips (n. 1977)
          - (20) Savannah Phillips (n. 2010)
          - (21) Isla Phillips (n. 2012)

        - (22) Zara Tindall (n. 1981)
          - (23) Mia Tindall (n. 2014)
          - (24) Lena Tindall (n. 2018)[4]
          - (25) Lucas Tindall (n. 2021)

## História
A lei de sucessão atualmente em vigor no Reino Unido deriva das leis de sucessão em Inglaterra e Escócia. Originalmente em ambos os países, não vigoravam leis assegurando a sucessão ao trono. O indivíduo poderia assumir o trono através de herança natural, estatuto, eleição (pelo Parlamento ou algum outro corpo legislativo), nomeação (normalmente por um soberano predecessor), conquista ou prescrição (posse de facto da Coroa). É incerto, no entanto, qual destas bases detinham precedência; eventualmente, a resolução de tais questões não decaía na legalidade das disputas, e sim na influência política e militar dos pretendentes.
Contudo, ao longo do tempo, o trono passou a ser destinado majoritariamente à primogenitura masculina: os mais recentes monarcas a excederem tais costumes necessitaram justificar durante anos sua ascensão e provar a ilegitimidade de seus rivais. Posteriormente, o Parlamento britânico assumiu o controle das regras relacionadas à sucessão real.

### Inglaterra

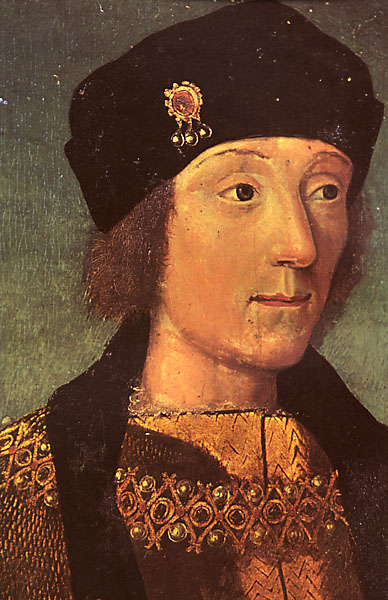
Henrique VII conquistou o direito de sucessão em detrimento de Ricardo III.

Em 1485, Henrique Tudor, descendente da Casa de Beaufort - uma linhagem feminina da Casa de Lancaster - assumiu o trono inglês como Henrique VII após derrotar Ricardo III que havia sido morto na Batalha de Bosworth Field. Ricardo foi o último monarca da Casa de Iorque e o último da Dinastia Plantageneta. Henrique declarou-se rei retroativamente desde 21 de agosto de 1485, um dia antes de sua vitória sobre Ricardo III em Bosworth, o que fez com que o título régio deste fosse desconsiderado dos Arquivos do Parlamento. Após a coroação de Henrique em Londres em outubro daquele mesmo ano, seu primeiro Parlamento declarou que "a sucessão da Coroa deveria ser, recair, permanecer e ser mantida na mais real pessoa do senhor soberano, Rei Henrique VII, e os seus futuros herdeiros."
Henrique VII foi sucedido por seu filho, Henrique VIII. Embora seu pai fosse descendente dos Lancaster, Henrique VIII pôde reclamar o trono através da linhagem iorquina já que sua mãe, Isabel de Iorque, era irmã e herdeira de Eduardo V. Em 1542, Henrique também assumiu o título de Rei de Irlanda; o que acabou sendo herdado pelos monarcas de Inglaterra e Grã-Bretanha até o Ato de União de 1800, que fundiu ambas as coroas sob a entidade Reino Unido da Grã-Bretanha e Irlanda.
Os sucessivos matrimônios de Henrique VIII desencadearam severas complicações à linha de sucessão. O monarca inglês casou-se primeiramente com Catarina de Aragão, de quem nasceu-lhe Maria. De seu segundo casamento, com Ana Bolena, nasceu-lhe Isabel. De seu terceiro casamento, com Joana Seymour, o monarca deu paternidade à Eduardo. Em 1533, um Ato do Parlamento declarou Maria filha ilegítima; o mesmo ocorreria com Isabel em 1536. Ambas permaneceram nesta condição por anos até que um Ato do Parlamento de 1544 permitiu-lhes reentrar na linhagem de sucessão, determinando ainda que "o Rei deve e pode conceder, desejar, limitar, assegurar, apontar ou dispor da Coroa Imperial e outros ditas premissas...por cartas-patente ou sua vontade testamentária manuscrita." Desta forma, Maria e Isabel, por vontade expressa de Henrique VIII, deveriam ser sucedidas pelos descendentes de Maria Tudor (excluindo, entretanto, sua sobrinha Francisca Brandon). Este testamento também excluía os descendentes de Margarida Tudor, a irmã mais velha de Henrique, que reinavam sobre a Escócia.

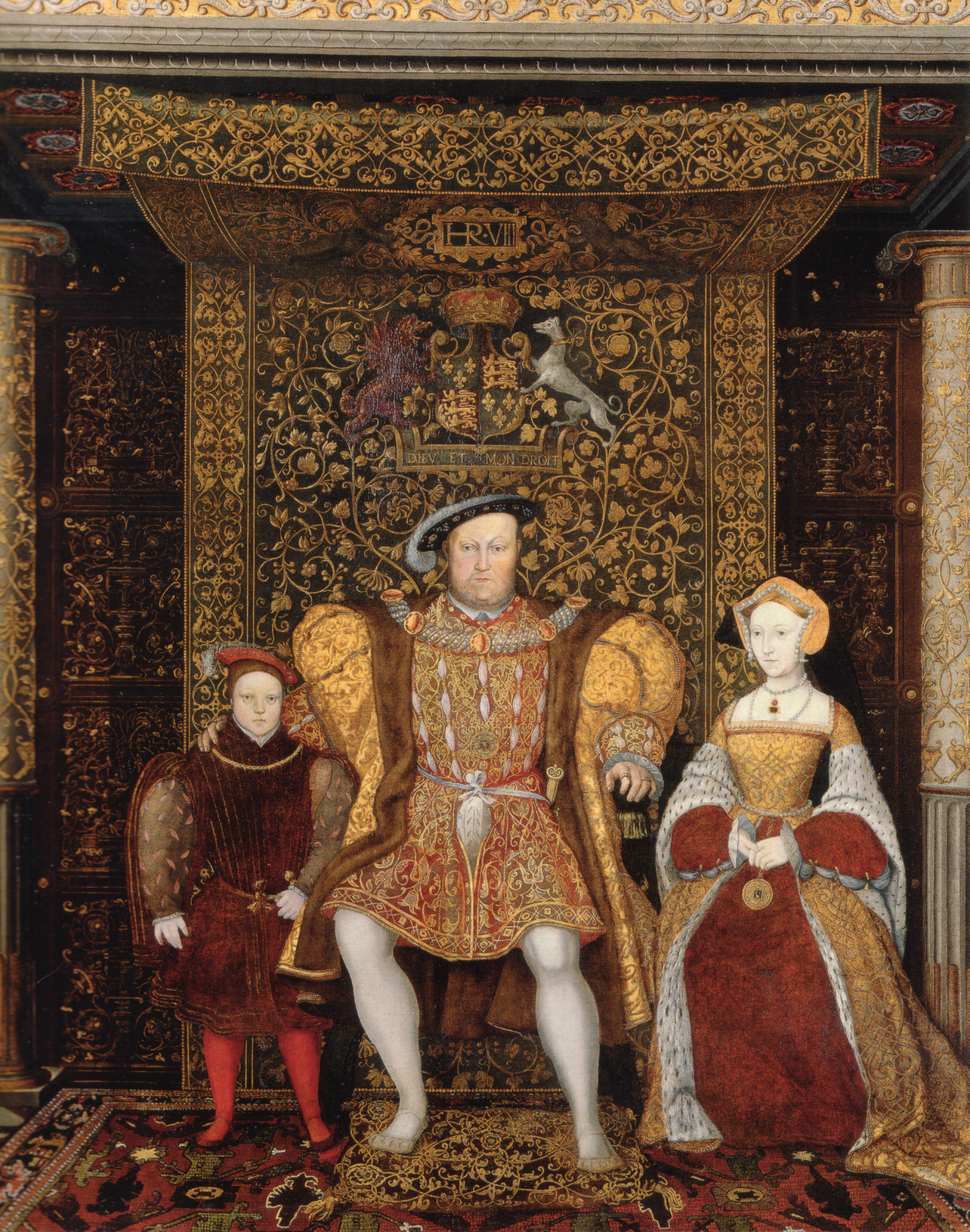
Os sucessivos casamentos de Henrique VIII causaram diversas disputas de sucessão ao trono inglês.

Quando de sua morte em 1547, Henrique VIII foi sucedido por Eduardo, seu filho, coroado como Eduardo VI. Eduardo VI foi o primeiro monarca protestante a ascender ao trono inglês; opôs-se fortemente contra a reivindicação dinástica de Maria, que era de confissão católica. Entretanto, tentou por diversas maneiras intervir no curso da linha sucessória visando evitar que um monarca católico romano assumisse o trono inglês. Eventualmente, Eduardo excluiu Maria e Isabel da linha de sucessão, selecionando em seu lugar Joana Grey, que já havia sido excluída anteriormente por ser mulher. Com a morte de Eduardo VI em 1553, Joana Grey foi proclamada Rainha de Inglaterra e reinou por apenas nove dias antes de ser deposta por Maria.
Maria veio a ser sucedida por sua meia-irmã, Isabel, que quebrou os paradigmas de sucessão ingleses ao recusar-se a nomear quaisquer herdeiros. Embora os monarcas predecessores tivessem o direito de nomear e assegurar seus sucessores, o Ato de 1571 devolveu este poder ao Parlamento na premissa de evitar disputas sucessórias e assegurar a autoridade do corpo legislativo. Em meio a diversas disputas inevitáveis, o Parlamento aprovou o Ato de Associação de 1584, pelo qual provia que qualquer indivíduo envolvido em tentativas de suplantar a autoridade do monarca reinante seria removido da linha de sucessão.

### Escócia
A Casa de Stuart reinou na Escócia desde 1371 através de severas normas de primogenitura até a deposição e exílio de Maria I em 1567; que ainda assim, foi sucedida por seu filho, Jaime VI.

### União das Coroas
Stuarts
Isabel I de Inglaterra foi sucedida por Jaime VI, seu primo em primeiro grau que havia sido removido duas vezes, apesar de que sua sucessão violou o testamento de Henrique VIII, pelo qual Anne Stanley deveria assumir o trono. Jaime assegurou que o direito hereditário fosse superior à provisão estatutária e que como Rei de Escócia fosse poderoso o suficiente para deter qualquer rival. Ele reinou como Jaime I de Inglaterra, consumando assim a União das Coroas, apesar de Inglaterra e Escócia manterem-se separadas até 1707. Sua sucessão foi imediatamente ratificada pelo Parlamento.
O primogênito e sucessor de Jaime, Carlos I, foi deposto e executado em 1649 e a monarquia abolida. Pouco tempo após, foi substituída pelo Protetorado sob a liderança de Oliver Cromwell, que na realidade atuava com poderes monárquicos. Cromwell obteve o direto de nomear seu próprio sucessor, naturalmente seu filho Richard Cromwell. Contudo, os direitos de Richard foram suspensos e este teve de deixar o cargo. A monarquia viria a ser restaurada com a coroação de Carlos II, filho de Carlos I.

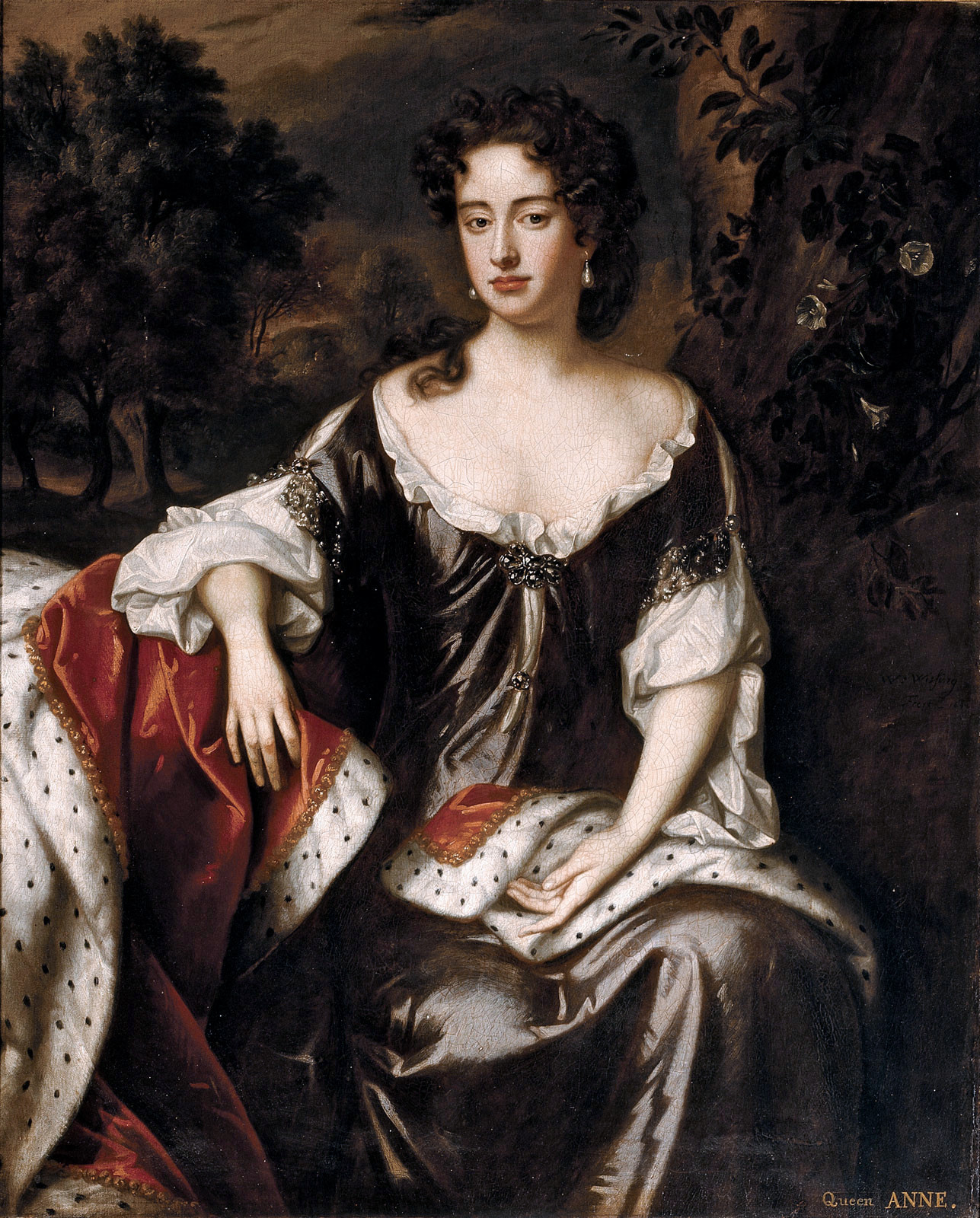
Após a morte de seu último filho, em 1700, Princesa Ana tornou-se a única na linha de sucessão determinada pela "Declaração de Direitos".

Jaime II, um católico, sucedeu seu irmão Carlos II, apesar dos esforços na década de 1670 de excluí-lo em detrimento do Duque de Monmounth que era de filiação protestante. Jaime foi deposto quando seus opositores protestantes forçaram-no a deixar a Inglaterra em 1688, após a Crise de Exclusão. O Parlamento subscreveu que Jaime não havia abdicado os tronos e oferecido seus direitos a Jaime Stuart, mas sim que havia deixado como sucessores os protestantes Maria e Guilherme. Os dois reinaram concomitantemente (ato até então único em toda a história britânica) como Guilherme III de Inglaterra e Irlanda (e II de Escócia) e Maria II de Inglaterra, Escócia e Irlanda. Guilherme insistiu nesta perspectiva como condição de sua superioridade militar sobre Jaime.
A Declaração de Direitos de 1689 determinou a sucessão aos tronos inglês, escocês e irlandês. Os descendentes de Maria II forma os primeiros na linha de sucessão; seguidos por sua irmã Ana e seus descendentes. Finalmente, os descendentes de Guilherme III por qualquer matrimônio futuro foram acrescidos à linha de sucessão. Somente protestante eram permitidos de suceder ao trono inglês e aqueles que contraíssem matrimônio com católicos seriam excluídos.
Após a morte de Maria II em 1694, seu marido seguiu reinando até sua morte em 1702. A linha de sucessão provida pela Declaração de Direitos seguiu até o fim; Guilherme e Maria não tiveram filhos e os filhos de Ana, sua sobrinha, haviam falecido. Entretanto, o Parlamento aprovou o Decreto de Estabelecimento de 1701, pelo qual a sucessão seria garantida pelos descendentes de Ana de futuros matrimônios. O Ato, contudo, declarava que estes deveriam ser sucedidos pelos descendentes de Sofia de Hanôver (neta de Jaime VI e filha de Isabel da Boémia). Assim como prevista pela Declaração de Direitos, os católicos romanos seriam sumariamente excluídos da linhagem.
Com a morte de Guilherme III, Ana tornou-se Rainha de Inglaterra, Escócia e Irlanda. Como o Parlamento havia estabelecido os direitos de Sofia de Hanôver como herdeira presuntiva de Ana sem consultar previamente os nobres escoceses, Parlamento escocês aprovou o Ato de Segurança de 1704. O ato assegurava que na eventual morte de Ana, o sucessor seria eleito pelo Parlamento e não poderia ser o mesmo que ocupasse o trono inglês. Ana originalmente deteve o Consentimento Real, tendo de abrir mão deste direito quando o Parlamento escocês recusou-se a suspender taxas e ameaçou reduzir as tropas sob comando da monarca. Em resposta, o Parlamento inglês aprovou o Ato de Alienação de 1705, o qual ameaçou prejudicar a economia escocesa ao cortar as relações comerciais entre os dois países. Desta forma, a Escócia não teve outra opção senão unir-se à Inglaterra e compor o Reino Unido da Grã-Bretanha em 1707.
Hanoverianos e Windsors

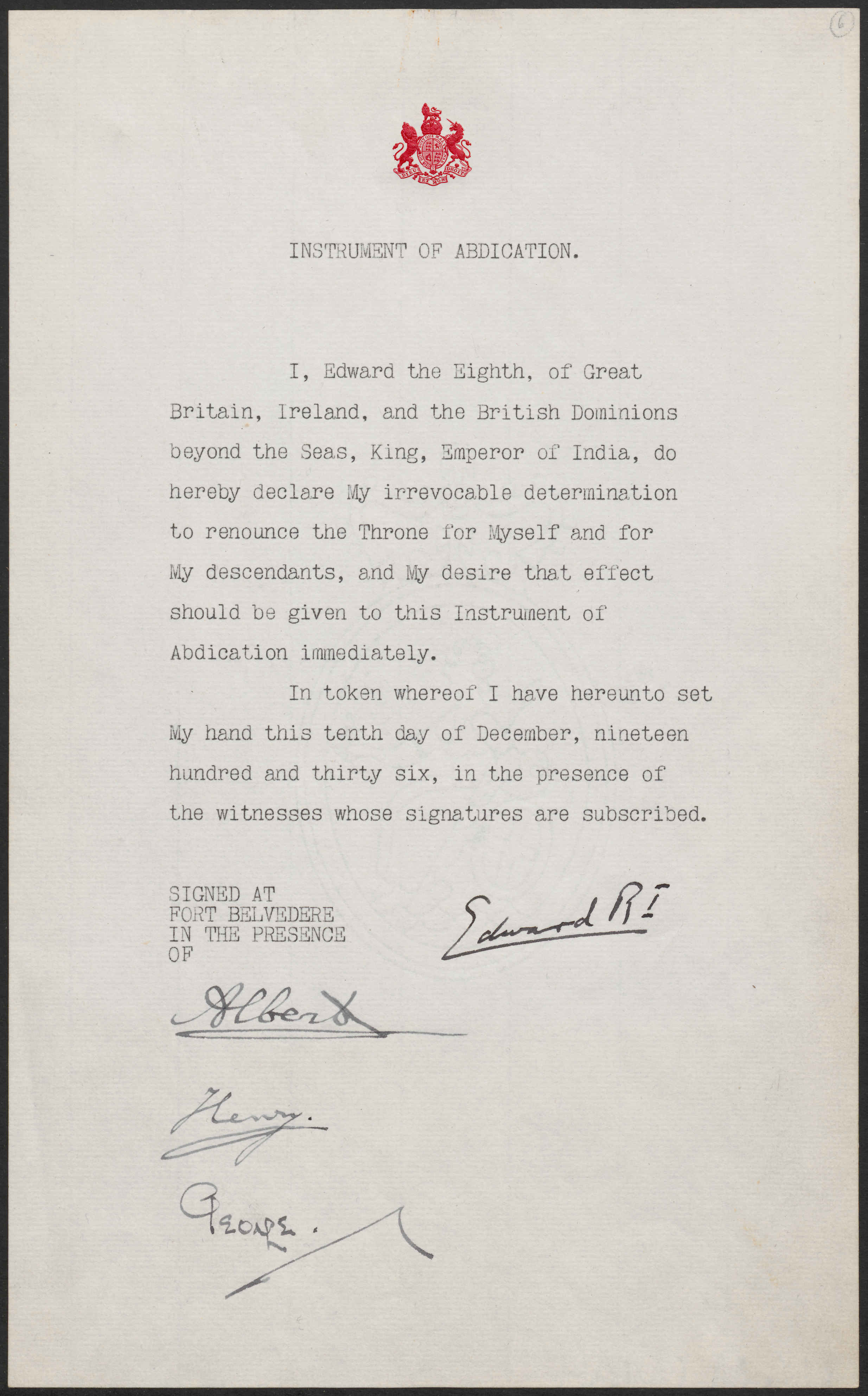
"Instrumento de Abdicação" de Eduardo VIII

Ana veio a superar Sofia de Hanôver em anos e foi sucedida consequentemente pelo filho desta, que assumiu o trono como Jorge I da Grã-Bretanha em 1714.
O país testemunhou diversas tentativas de reconduzir a dinastia Stuart ao poder em 1715 e 1745, apoiadas por aqueles que criam na sucessão jacobita. A Casa de Hanôver, entretanto, manteve-se no poder se qualquer deposição e a sucessão real passou a vigorar a partir destes monarcas. Em 1801, em consequência dos Atos de União de 1800, os tronos de Grã-Bretanha e Irlanda foram fundidos tornando-se o Reino Unido da Grã-Bretanha e Irlanda. Entre 1811 e 1820, quando Jorge III foi considerado inadequado para o cargo, o então Príncipe de Gales (posteriormente coroado como Jorge IV) assumiu como seu regente. Alguns anos após o Ato de Regência de 1830 permitir uma modificação na linha de sucessão real, nasceu um filho de Guilherme IV, mas o caso não veio à tona.

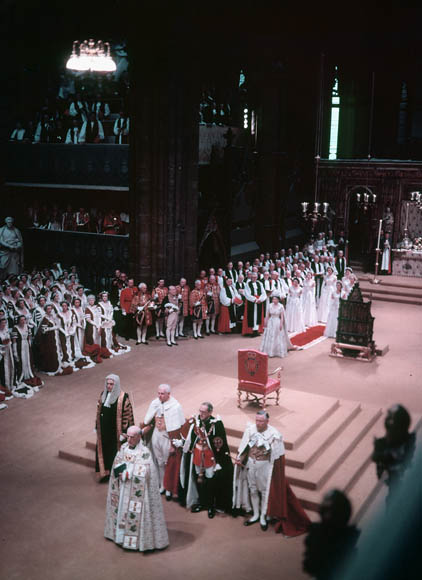
Coroação de Isabel II na Abadia de Westminster, em 2 de junho de 1953.

A sucessão entrou em controvérsia em 1936, quando Eduardo VIII abdicou. O monarca havia contraído matrimônio com Wallis Simpson - uma divorciada -, sendo que a Igreja de Inglaterra não aceita novas núpcias de divorciados. Como foi do desejo expresso de Eduardo VIII, o Parlamento aprovou sua "Declaração de Abdicação de 1936", cessando seus direitos como soberano britânico. Além de retirá-lo do trono, o Ato estabelecia que seus descendentes não poderiam ter "algum direito, título ou interesse à ou na sucessão ao Trono". Eduardo VIII foi sucedido por seu irmão, Jorge VI, que veio a ser sucedido por sua filha, Isabel II. Em 2022, após a morte da Rainha, assume o trono o seu filho primogênito, o rei Charles III. Desde 1949, o monarca britânico já não reinava sobre a Irlanda em sua totalidade, porém permanece até os dias atuais como soberano em um série de Estados independentes agrupados como Reinos da Comunidade de Nações.
Século XX - A Commonwealth
Cada um dos Reinos da Commonwealth possuem o mesmo indivíduo como monarca e todos concordaram em manter a mesma linha de sucessão para evitar futuras crises sucessórias; alguns reinos possuem leis sucessórias domésticas, enquanto outros estipulam se o monarca do Reino Unido será o seu próprio monarca. Em fevereiro de 1952, em sua ascensão real, Isabel II foi proclamada soberana separadamente em cada um de seus reinos. Em outubro de 2011, os chefes de governo dos dezesseis reinos concordaram unanimemente em abolir gradualmente a lei sálica e permitir o matrimônio do eventual monarca com católicos romanos. O banimento de casamentos com católicos foi durante séculos uma forma de preservar a "comunhão" da Coroa com a Igreja de Inglaterra. As mudanças foram efetivas em todos os países da Commonwealth em 26 de março de 2015.

## Regras de sucessão
A sucessão ao trono britânico ainda é regulada pela Declaração de Direitos juntamente com o Ato de Estabelecimento. Ambos foram emendados ao Ato de Sucessão à Coroa de 2013, pelo qual a sucessão real "não depende de gênero" e "prevê justamente Casamentos Reais", de acordo com o implementado através dos Acordos de Perth.
Qualquer indivíduo considerado inelegível à sucessão real é considerado "naturalmente morto". Seus descendentes não são desqualificados sumariamente, a menos que sejam pessoalmente inaptos ao trono.

### Casamentos
O Ato de Estabelecimento de 1701 prevê que "herdeiros sanguíneos" protestantes (isto é, descendentes legítimos) de Sofia de Hanôver são aptos à sucessão real, a menos que se ache algo que lhes desqualifique. O sentido de herdeiro sanguíneo é determinado pelas regras de lei comum de preferência masculina (o critério de "preferência masculina" não é mais aplicável, em respeito à sucessão ao trono, à indivíduos nascidos após 28 de outubro de 2011). Herdeiros nascidos fora do casamento ou filhos adotivos não são candidatos à sucessão. Filhos ilegítimos cujos pais subsequentemente se casam passam a ser considerados legítimos, porém permanecem inelegíveis para herdar a Coroa.
O Ato de Casamento de 1772 (revogado pelo Ato de Sucessão de 2013) previa que descendentes de Jorge II obtivessem o consentimento do monarca reinante para casar-se. O Ato recomendava, contudo, que o casamento poderia seguir sem o consentimento real caso uma das casas dinásticas com mais de vinte e cinco anos de reinado notificasse previamente o Conselho Privado. Um casamento que fugisse tais regras era automaticamente considerado inválido e seus descendentes não teriam direitos ao trono britânico. Era a mesma consequência de que um casamento com um Católico romano sem permissão fosse nulo, assim a dinastia não era desqualificada de suceder ao trono. Desta forma, quando o futuro Jorge IV intencionou casar-se com a católica Maria Fitzherbert em 1785 sem obter permissão de Jorge III, não perdeu o direito de sucessão ao trono. Um casamento anteriormente considerado inválido pelo Ato de 1772 passou a ser aceito pelo Ato de 2013.

## Linha de sucessão completa
A lista abaixo limita-se aos descendentes da rainha Isabel II e outros nas linhas colaterais mais próximas, nominalmente, os outros descendentes do rei Jorge V. Pessoas com o nome em itálico não fazem parte da linha de sucessão, seja por estarem mortos ou por outra restrição constitucional. Os primeiros 16 estão na lista oficial na página oficial da monarquia britânica.
- Rei Jorge V (1865–1936)
  -  Rei Eduardo VIII (1894–1972)
  -  Rei Jorge VI (1895–1952)
    -  Rainha Isabel II (1926–2022)
      -  Rei Carlos III (n. 1948)
        - (1)  Guilherme, Príncipe de Gales (n. 1982)
          - (2) Jorge de Gales (n. 2013)
          - (3) Carlota de Gales (n. 2015)
          - (4) Luís de Gales (n. 2018)

        - (5) Henrique, Duque de Sussex (n. 1984)
          - (6) Archie de Sussex (n. 2019)
          - (7) Lilibet de Sussex (n. 2021)

      - (8) André, Duque de Iorque (n. 1960)
        - (9) Beatriz do Reino Unido (n. 1988)
          - (10) Sienna Mapelli Mozzi (n. 2021)
          - (11) Athena Elizabeth Rose (n. 2025)

        - (12) Eugênia do Reino Unido (n. 1990)
          - (13) August Brooksbank (n. 2021)
          - (14) Ernest George Ronnie Brooksbank (n. 2023)

      - (15) Eduardo, Duque de Edimburgo (n. 1964)
        - (16) Jaime, Conde de Wessex (n. 2007)
        - (17) Luísa Windsor (n. 2003)

      - (18) Ana, Princesa Real (n. 1950)
        - (19) Peter Phillips (n. 1977)
          - (20) Savannah Phillips (n. 2010)
          - (21) Isla Phillips (n. 2012)

        - (22) Zara Tindall (n. 1981)
          - (23) Mia Tindall (n. 2014)
          - (24) Lena Tindall (n. 2018)[20]
          - (25) Lucas Tindall (n. 2021)

    -  Princesa Margarida, Condessa de Snowdon (1930–2002)
      - (26) David Armstrong-Jones, 2.º Conde de Snowdon (n. 1961)
        - (27) Charles Armstrong-Jones, Visconde Linley (n. 1999)
        - (28) Margarita Armstrong-Jones (n. 2002)

      - (29) Sarah Chatto (n. 1964)
        - (30) Samuel Chatto (n. 1996)
        - (31) Arthur Chatto (n. 1999)

  -  Príncipe Henrique, Duque de Gloucester (1900–1974)
    -  Príncipe Guilherme de Gloucester (1941-1972)
    - (32) Príncipe Ricardo, Duque de Gloucester (n. 1944)
      - (33) Alexandre Windsor, Conde de Ulster (n. 1974)
        - (34) Xan Windsor, Barão Culloden (n. 2007)
        - (35) Cosima Windsor (n. 2010)

      - (36) Davina Lewis (n. 1977)
        - (37) Senna Lewis (n. 2010)
        - (38) Tāne Lewis (n. 2012)

      - (39) Rosa Gilman (n. 1980)
        - (40) Lyla Gilman (n. 2010)
        - (41) Rufus Gilman (n. 2012)

  -  Príncipe Jorge, Duque de Kent (1902–1942)
    - (42) Príncipe Eduardo, Duque de Kent (n. 1935)
      - (43) Jorge Windsor, Conde de St. Andrews (n. 1962)
        - Eduardo Edmundo Windsor (n. 1988) (não está na linha de sucessão por ter se tornado católico)
        - Marina-Carlota Windsor (n. 1992) (não está na linha de sucessão por ter se tornado católica)
        - (44) Amelia Windsor (n. 1995)

      - Nicholas Windsor (n. 1970) (não está na linha de sucessão por ter se tornado católico)
        - (45) Albert Windsor (n. 2007)
        - (46) Leopold Windsor (n. 2009)
        - (47) Louis Windsor (n. 2014)

      - (48) Helen Taylor (n. 1964)
        - (49) Columbus Taylor (n. 1994)
        - (50) Cassius Taylor (n. 1996)
        - (51) Eloise Taylor (n. 2003)
        - (53) Estella Taylor (n. 2004)

    - (53) Príncipe Miguel de Kent (n. 1942)
      - (54) Frederick Windsor (n. 1979)
        - (55) Maud Windsor (n. 2013)
        - (56) Isabella Windsor (n. 2016)

      - (57) Gabriella Windsor (n. 1981)

    - (58) Princesa Alexandra de Kent (n. 1936)
      - (59) Jaime Ogilvy (n. 1964)
        - (60) Alexander Ogilvy (n. 1996)
        - (61) Flora Ogilvy (n. 1994)

      - (62) Marina Mowatt (n. 1966)
        - (63) Christian Mowatt (n. 1993)
        - (64) Zendouska Mowatt (n. 1990)

  -  Príncipe João do Reino Unido (1905–1919)
  -  Princesa Maria, Princesa Real e Condessa de Harewood (1897–1965)
    -  Jorge Lascelles, 7.º Conde de Harewood (1923-2011)
      - (65) David Lascelles, 8.º Conde de Harewood (n. 1950)
        - (66) Alexander Lascelles, Visconde Lascelles (n. 1980)
          - (67) Ivy Lascelles (n. 2018)

        - (68) Edwards Lascelles (n. 1982)
          - (69) Sebastian Lascelles (n. 2020)

      -  (79) James Lascelles (n. 1953)
        - (71) Rowan Lascelles (n. 1977)
        - (72) Tewa Lascelles (n. 1985)
        - (73) Sophie Lascelles (n. 1973)

      - (74) Jeremy Lascelles (n. 1955)
        - (75) Thomas Lascelles (n. 1982)
          - (76) Cleo Lascelles (n. 2017)
          - (77) Celeste Lascelles (n. 2020)

        - (78) Ellen Lascelles (n. 1984)
          - (79) Jack Hermans (n. 2016)
          - (80) Penny Hermans (n. 2018)

        - (81) Amy Lascelles (n. 1986)
          - (82) Marlon Bolton (n. 2020)

        - (83) Tallulah Lascelles (n. 2005)

    - Gerald Lascelles (n. 1924-1998)
      - (84) Henry Lascelles (n. 1953)
        - (85) Maximilian Gerald (n. 1991)